# SN 2006st
SN 2006st – supernowa typu II odkryta 18 grudnia 2006 roku w galaktyce NGC 4017. W momencie odkrycia miała maksymalną jasność 18,30m.